# Agencia Europea de Sustancias y Mezclas Químicas

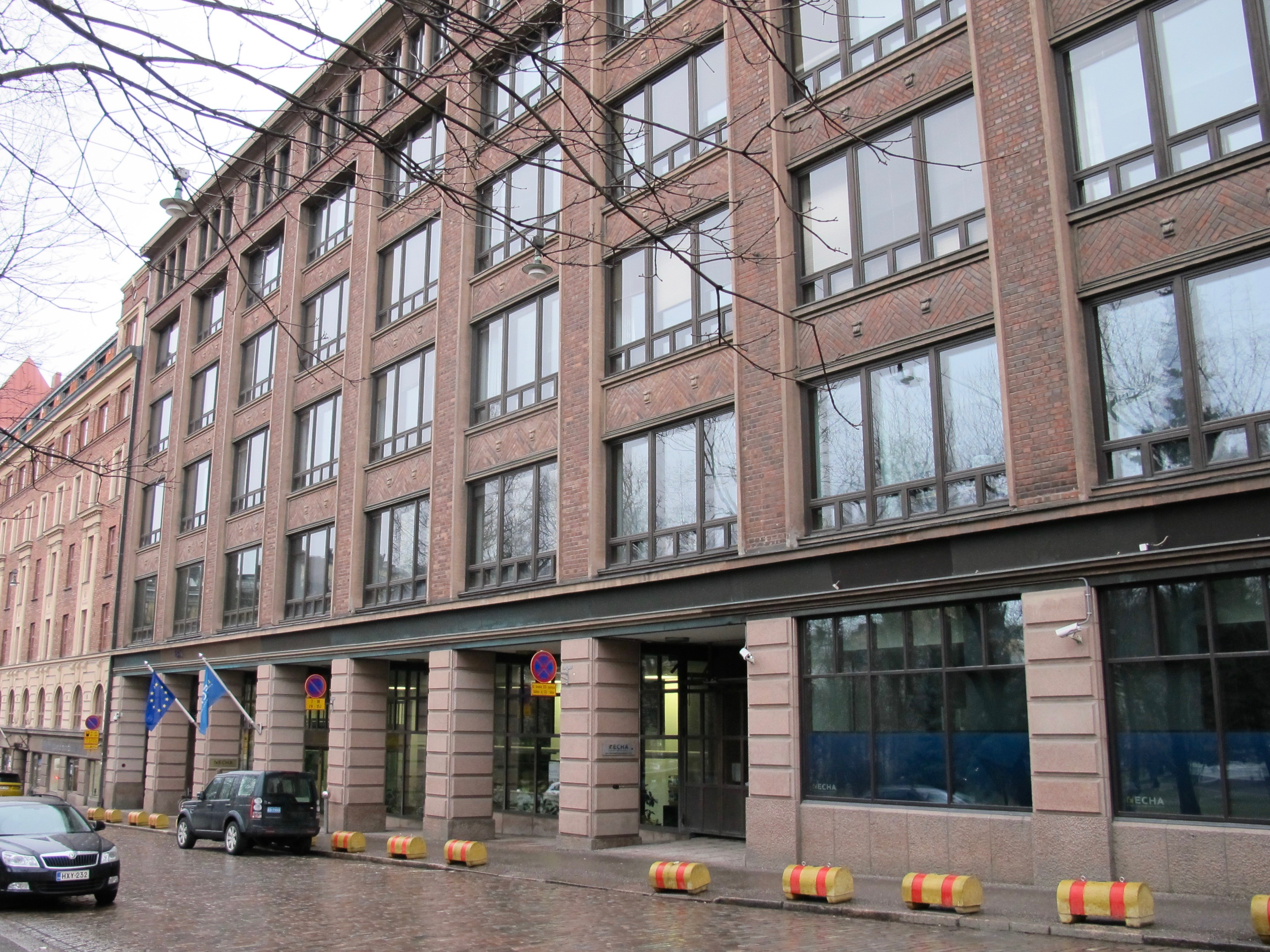
Antigua sede de la Agencia Europea de Sustancias y Mezclas Químicas en avenida Annankatu, n.º 18, de Helsinki.

La Agencia Europea de Sustancias y Mezclas Químicas (en inglés, European Chemicals Agency, ECHA) es una agencia de la Unión Europea, que gestiona los aspectos técnicos, científicos y administrativos del Registro, Evaluación, Autorización y Restricción de las Sustancias Químicas (REACH) del sistema. Está situada en Helsinki, Finlandia, y su finalidad es mejorar la calidad de vida de los ciudadanos europeos, garantizando el uso seguro de las sustancias químicas y fomentando la innovación.
La Agencia Europea de Sustancias y Mezclas Químicas está presidida por el director Ejecutivo Björn Hansen, y comenzó a trabajar el 1 de junio de 2007.

## Objetivos
La Agencia Europea de Sustancias y Mezclas Químicas está encargada de cubrir los siguientes objetivos:
- Gestionar las tareas relacionadas con el Registro, Evaluación, Autorización y Restricción de las Sustancias Químicas (REACH), llevando a cabo o coordinando las actividades necesarias.
- Garantizar una aplicación coherente a nivel comunitario.
- Proporcionar a los Estados miembros y a las instituciones europeas los mejores dictámenes científicos posibles acerca de cuestiones relacionadas con la seguridad y los aspectos socioeconómicos del uso de productos químicos.
- Administrar los documentos de orientación, las bases de datos, herramientas y registros informáticos.
- Prestar apoyo a las delegaciones nacionales y ejecutar un servicio de asistencia para los solicitantes de registro.
- Proporcionar al público información sobre los productos químicos.

## Organización de la Agencia
La Agencia Europea de Sustancias y Mezclas Químicas cuenta con los siguientes órganos:
- Consejo administrativo . Responsable de la aprobación del presupuesto anual, programa de trabajo y el informe general.
- Director ejecutivo. Representante legal de la agencia, responsable de la gestión y administración diaria de la agencia, incluida la gestión de sus recursos.                                        Es responsable ante el consejo administrativo, al que rendirá cuentas de su gestión.
- Secretaría. Al servicio de los comités y al foro. Encargada de realizar tareas relacionadas con los procedimientos de registro y evaluación, elaboración de directrices, actualizar la base de datos y el suministro de información.
- Comité de estados miembros. Responsable de resolver cualquier diferencia de opinión sobre proyectos de decisión propuestos por la agencia o por los propios miembros, así como las propuestas para la identificación de sustancias de interés.
- Comité de evaluación de riesgos. Encargado de elaborar recomendaciones sobre las evaluaciones, las solicitudes de permisos, las restricciones propuestas y las propuestas de clasificación y etiquetado.
- Comité de análisis socioeconómico. Encargado de proporcionar asesoramiento sobre las solicitudes de aprobación, las propuestas de restricción y las cuestiones relacionadas con el impacto socioeconómico de las acciones legislativas propuestas.
- Foro. Sobre cuestiones de aplicación, para coordinar una red de autoridades de los Estados miembros, responsable de la ejecución.
- Sala de recurso. Esta estudia las alegaciones contra las decisiones adoptadas por la agencia.

## Vistas de satélite (WikiMapia)
60°09′56″N 24°56′18″E / 60.165645, 24.938300 : Vistas de satélite de la Agencia Europea de Sustancias y Mezclas Químicas